# Bactromancia
La bactromancia era una forma de adivinación supersticiosa por medio de varitas o ramillas de olivo, laurel, etc que estuvo muy en boga en algunos pueblos de la antigüedad.
Los persas, tártaros y especialmente los romanos la practicaron; según Heródoto, los escitas se servían para ello de varitas de sauce muy rectas y los magos, al decir de Estrabón, usaban ramas de laurel o de mirto.
Se las descortezaba por un lado en toda su longitud y después se las arrojaba al aire: si cuando caían al suelo presentaban primero la parte descortezada y después la parte que conservaba la corteza, era señal de buen agüero y si caían dos veces del mismo lado, era señal de malo.
En la bactromancia tuvo origen la varita mágica.